# بركان تابو

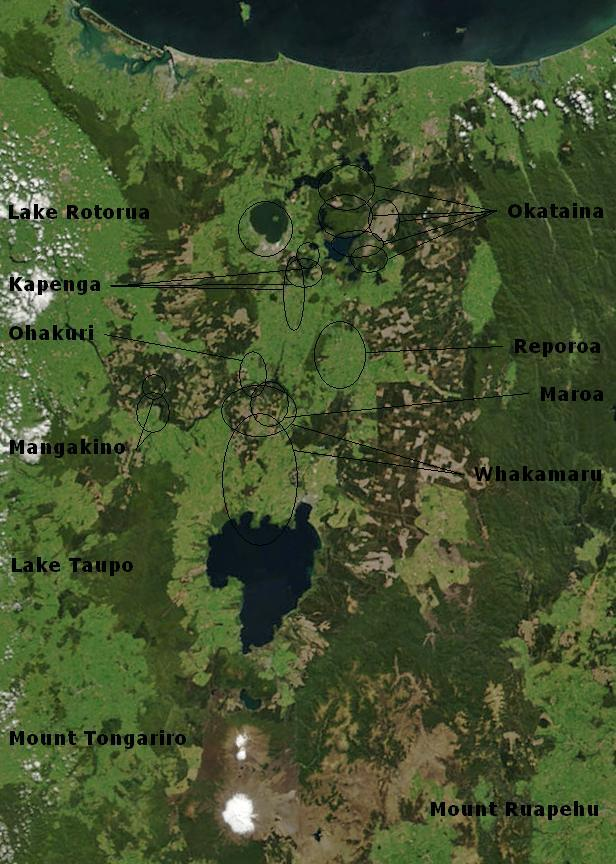
منطقة تابو البركانية موقع البركان والكالديرا والبحيرة

بحيرة تابو (Taupo) الواقعة في وسط الجزيرة الشمالية لنيوزلاندا هي كالديرا لبركان ريوليتي هائل يسمى بركان تابو. وقد قام هذا البركان بإثنين من من أكثر الثورات عنفًا في العالم في العصور الجيولوجية الحديثة.
يشكل بركان تابو جزء من منطقة تابو البركانية وهي منطقة من النشاط البركاني الذي يمتد من روابيهو في الجنوب عبر مناطق تابو وروتوروا إلى الجزيرة البيضاء في خليج بلينتي.
بدأ تابو في الثوران منذ حوالي 300,000 سنة مضت ولكن الثوران الرئيسي الذي لا يزال مؤثرًا على المنظر الطبيعي بالمنطقة المحيطة هو ثوران أورانوي منذ حوالي 26,500 سنة مضت، وهو المسؤول عن تشكيل الكالديرا الحالية وثوران هاتيبي منذ حوالي 1,800 سنة مضت. ومع ذلك فهناك المزيد من الثورات العديدة الأخرى، حيث أنه يوجد ثوران كبير كل ألف سنة أو نحو ذلك.